# Anne Sheepshanks
Anne Sheepshanks, née à Leeds le 2 avril 1789 et morte le 8 février 1876 à Reading, était une bienfaitrice astronomique britannique.

## Biographie
Sheepshanks est née à Leeds le 2 avril 1789. Elle est la fille de Joseph et Ann Sheepshanks. Sa mère était de Kendal et son père était un fabricant de tissus. Ses frères sont John (en) et Richard Sheepshanks (en). En 1819, son frère Richard revint après avoir été dixième wrangler et après avoir obtenu sa maîtrise au Trinity College de Cambridge. Sheepshanks est allée vivre avec lui. Quand il mourut célibataire à Reading en 1855, elle fut son héritière. Elle a donné 196 livres de la collection de livres de son frère à la Royal Astronomical Society.
Sheepshanks a donné 10 000 £ à l'Observatoire de Cambridge. Ce fonds a été utilisé pour acheter un télescope photographique moderne à l'observatoire, qui a été nommé en son honneur, et aussi pour établir l'exposition Sheepshanks. Elle est devenue membre honoraire de la Royal Astronomical Society. Le cratère Sheepshanks sur la Lune porte également son nom, l'un des rares cratères lunaires avec un éponyme féminin.